# Enrico Allavena
Enrico Allavena (...) è un trombonista italiano, membro dei Giuliano Palma & the Bluebeaters.

## Carriera
La sua carriera inizia nel 2000 quando entra a far parte dei Fratelli Sberlicchio. 
Nel 2007 con l'Orchestra di ritmi moederni Arturo Piazza parteciperà alla trasmissione televisiva Colorado Cafè nell'intera stagione 2007.
Nel 2008 entra a far parte stabilmente della band Giuliano Palma & the Bluebeaters coi quali incide l'album Combo (2009).
Nel 2011 insieme a Paolo Parpaglione fonda The Sabaudians, gruppo Original Instrumental Ska.

## Discografia

### Album coi Fratelli Sberlicchio
- 2001 - Mucche Pazze
- 2005 - Discodelirio
- 2007 - Mesh-Up

### Album con i Blubeaters
- 2009 - Combo